# Marie-Thérèse Bodart
 (avril 2015).
Pour les articles homonymes, voir Bodart.
Marie-Thérèse Bodart, née Guillaume le 7 août 1909 à Arlon, et morte le 11 août 1981 à Auderghem (Bruxelles), est une romancière, essayiste et dramaturge belge. Historienne de formation, elle a été professeur au Lycée d'Ixelles (Bruxelles). Elle est l'épouse du poète et académicien belge Roger Bodart, la mère de l'écrivain Anne Richter, et la grand-mère de l'essayiste Florence Richter.
A  Auderghem (Bruxelles), un jardin public (parc) de la rue des Paradisiers, a été baptisé "Parc Marie-Thérèse Bodart" (décision définitive du Conseil communal d'Auderghem, le 30 mai 2024). La romancière a vécu à Auderghem, dans une maison de la Rue René Christiaens (entre les années 1950 et le décès de son mari Roger Bodart en 1973), puis elle a vécu dans un appartement du Boulevard du Souverain jusqu'à son décès en 1981.

## Biographie
Sa famille est originaire de Paris et de Habay. Son père, Bernard Guillaume, a été directeur de la prison de Mons ; sa mère, Eugénie Jacminot, descend de la famille du général français Jean-François Jacqueminot qui combattit aux côtés de Napoléon Bonaparte. Marie-Thérèse ne connaîtra pas sa mère, morte en couches lorsqu'elle avait deux ans. La petite fille est élevée par sa grand-mère, Julie Jacminot, jusqu'au remariage de son père ; de son second mariage, Bernard Guillaume aura deux filles dont l'une, Marcelle Guillaume (romaniste, entrée au couvent à l'Abbaye de Brialmont, sous le nom de Sœur Emmanuelle) sera toujours très proche de Marie-Thérèse qui lui a consacré son roman Le Mont des Oliviers, traitant de la vocation religieuse.
En 1933, Marie-Thérèse Guillaume est licenciée en histoire de l'Université libre de Bruxelles (ULB), avec la grande distinction. Il semble que sa passion pour l'histoire trouve son origine dans l'ascendance familiale : en effet, le général Jacqueminot (cité ci-dessus et reposant au Panthéon à Paris) est un personnage haut en couleur.
C'est à l'ULB que Marie-Thérèse rencontre Roger Bodart qu'elle épouse en 1934 ; celui-ci est juriste et commence sa carrière à Liège comme avocat, puis il devient journaliste à l'INR, et est ensuite conseiller littéraire au ministère de l'Instruction publique ; il est par ailleurs poète, essayiste, et deviendra académicien. Le couple aura deux filles : Anne (née en 1939, qui deviendra écrivain sous le nom d'Anne Richter, ayant épousé le professeur et traducteur littéraire Hugo Richter), et Françoise (née en 1945, qui épousera Jean Terrasse, professeur à l'Université McGill de Montréal).
Outre les relations qu'entretient Roger Bodart avec les écrivains et les artistes dans le cadre de son travail au ministère, lui et son épouse Marie-Thérèse Bodart noueront, à travers le temps, des amitiés, avec quelques peintres (notamment Frans Depooter pour lequel M-T. Bodart a été modèle), et avec les écrivains ou intellectuels Charles Plisnier, Gabriel Marcel, Auguste Marin, Charles Du Bos, Pierre Emmanuel, Franz Hellens, Jean Tordeur, Charles Bertin, Lucienne Desnoues et Jean Mogin, Serge Young, Norge, Jacques Biebuyck, Marcel Thiry, Marcel Lecomte, Chaïm Perelman (que les Bodart cacheront quelque temps chez eux, durant la Seconde Guerre mondiale, afin que C. Perelman et son épouse échappent aux nazis), Marie Gevers, Suzanne Lilar, Pierre Nothomb, Géo Libbrecht, Liliane Wouters, Marie-Madeleine Davy, etc. Dans leur jeunesse, les Bodart recevaient un groupe d'amis dans leur maison de l'Avenue Beau-Séjour (à Uccle) : les "Soirées de Beau-Séjour" regroupaient des amis de jeunesse, à savoir Tordeur, Desnoues, Mogin, Bertin, Young. Plus tard, les Bodart recevront d'autres amis dans leur maison, construite près de la Forêt de Soignes, Rue René Christiaens (à Auderghem).
Marie-Thérèse Bodart est enterrée auprès de son mari Roger Bodart, au Jardin des poètes, au Mont-Saint-Aubert près de Tournai.
Marie-Thérèse Bodart a tenu un journal intime (inédit à ce jour), depuis l'âge de seize ans, et durant presque cinquante ans (entre 1926 et 1974), dans lequel elle relate sa vie familiale et conjugale, les rencontres avec les amis, les relations sociales et intellectuelles, ses impressions face à la Nature, ses émotions et réflexions intérieures, des convictions ou des opinions personnelles sur la vie socio-politique et culturelle (belge ou internationale), ses lectures et expériences artistiques, ou encore des notes pour l'écriture de ses livres. Le ton de ce journal intime évolue bien sûr avec le temps et avec les événements, mais un même caractère passionné (voire volcanique) et une curiosité insatiable de tout et de tous, marquent tous les "cahiers" qui composent ce long témoignage sur cinquante années, au XXe siècle, d'une femme à la fois épouse, mère et grand-mère, enseignante (professeure d'histoire), intellectuelle, et artiste.
Ce Journal intime a été analysé, par le professeur François Ost, dans l'article Le Journal intime de Marie-Thérèse Bodart : comment être au monde comme si on n'y était pas, paru dans le volume La Tribu Bodart-Richter : entre écologie et poésie (pages 31 à 68 du volume, éd. A.M.L., collection "Archives du futur", juin 2023, Bruxelles). On trouve également une évocation fictionnelle de ce Journal intime de M-T Bodart, dans le roman Rose étrange au Mont des Arts (éd. Samsa, 2023) de sa petite-fille l'autrice Florence Richter, qui y reproduit des extraits réels de ce Journal. Ce Journal intime est également présenté sur le site français (CNRS-ENS) "Autobiosphère" consacré à l'analyse des écrits de diaristes.

## Œuvre

### Scandale et succès du premier roman
Marie-Thérèse Bodart réalise presque toute sa carrière comme professeur d'histoire au Lycée d'Ixelles, mais elle enseigne d'abord à l'École moyenne des filles de Verviers dont elle est exclue avec fracas en 1938, lors de la publication de son premier roman, Les Roseaux noirs, une histoire de passion, d'inceste et d'adultère qui, selon la direction de l'École ainsi que la presse bien-pensante à Verviers, est scandaleuse et susceptible de corrompre les jeunes filles de l'établissement ; on parle des « monstruosités » imaginées par l'écrivain… La presse littéraire, parisienne et belge, est par contre très élogieuse à propos de ce premier livre ; l'auteur figure parmi les finalistes du prix Femina. Le roman Les Roseaux noirs est inspiré à la fois des Hauts de Hurlevent d'Emily Brontë, mais aussi de l'histoire d'une partie éloignée de la famille de la romancière, et la "vaste maison" évoquée dans le roman est la propriété du Bua (près d'Arlon), qui a appartenu à la famille Jacminot, maison qui existe toujours, mais est à présent la propriété et occupée par une communauté religieuse. À la suite des événements tourmentés liés à la publication du roman, le couple Bodart quitte Liège pour s'installer à Bruxelles.

### Romans, essais, pièces de théâtre
Dans l'œuvre de Marie-Thérèse Bodart, la « grande Histoire » se mêle toujours à l'histoire intime des personnages. Plusieurs romans, tels Les Roseaux noirs et L'Autre, se déroulent dans la région des Fagnes, qu'affectionnait particulièrement l'écrivain et où elle a demeuré durant son enfance.
Cet intérêt pour l'histoire l'amène encore à rédiger et publier un essai sur Léon Tolstoï.
Mais l'œuvre de M.-T. Bodart est aussi traversée d'interrogations métaphysiques rappelant Georges Bernanos ou Graham Greene. L'écrivain affectionne les personnages paroxystiques, très sensuels, tourmentés par le mal ou le bien absolus ; dans un beau style classique à ses débuts (Les Roseaux noirs), puis d'une plume ascétique autant qu'alerte (L'Autre), Marie-Thérèse Bodart donne naissance à des êtres d'exception, à des monstres se débattant au cœur de climats extrêmes, de tourbillons intérieurs et de passions sulfureuses.
Si la plupart des romans de Marie-Thérèse Bodart sont réalistes, une partie de son œuvre s'inscrit dans l'École belge de l'Étrange : les romans L'Autre et Les Meubles relèvent en effet du genre fantastique. Dans L'Autre, sans doute son meilleur roman, trois témoins éclairent de manière contradictoire des faits étranges et peut-être diaboliques, origines de la chute d'une famille entière : ces personnages démoniaques subissent-ils l'envoûtement d'un paganisme antique toujours actif ?
Marie-Thérèse Bodart a encore écrit des pièces de théâtre évoquant des mondes en transition : celui de la Renaissance dans Et Adam répondit (sur le duo antagoniste Savonarole - Léonard de Vinci), mais aussi notre époque dans Le Monde éclatera demain, une œuvre qui s'interroge sur la responsabilité des scientifiques modernes, ces apprentis sorciers disposant aujourd'hui du pouvoir d'anéantir l'humanité. Ces pièces ont été créées au Théâtre royal du Parc.
L'écrivain a aussi été chroniqueuse littéraire à la revue internationale Synthèses.
La fiction de Marie-Thérèse Bodart a traversé le temps et demeure actuelle ; refusant l'influence de la littérature de l'absurde du XXe siècle, elle a écrit une œuvre singulière, qui, inlassablement, roman après roman, affirme, à travers le chaos existentiel, l'obscure solidarité des vies humaines.
Lors de la réédition du coffret de trois romans en 2014 (éd. Samsa / Académie), l'écrivain et critique Jacques De Decker aussi ancien Secrétaire perpétuel de l'Académie, interviewé dans Le Soir par Jean-Claude Vantroyen (20 juin 2015), affirmait : "Ça faisait un temps que cette écrivaine nous intriguait. On a été voir les romans. On a été assez giflés. Les trois livres sont tellement originaux dans le fond, violents dans le propos, visionnaires avec des éléments fantastiques et une force psychanalytique. C'est un joyau de la littérature belge qu'on avait complètement oublié. Et c'est d'une grande modernité."

### Romans
- Les Roseaux noirs, préface de Charles Plisnier, éditions Corrêa, Paris, 1938 Traduction en néerlandais par J. De Boer-Van Strien : Het Zwarte Riet, uitg. Ad. Donker, Rotterdam, 1962
- La Moisson des orges, éditions Corrêa, Paris, 1946. Réédition Samsa, 2021
- Le Mont des Oliviers, Éditions de Navarre, Paris, 1956. Réédition Samsa, préface de Pascale Toussaint, 2022 Traduction en italien par Antonio Mor : Il Monte degli Ulivi, Nuova Accademia ed., Milano, 1962
- L'Autre, éditions Le Monde du Livre, Anvers et Bruxelles, 1960, Prix Auguste Beernaert (Académie royale de Belgique)
- Les Meubles, André De Rache éditeur, Bruxelles, 1972
- Les Roseaux noirs ; L'Autre ; Les Meubles, préface de Jean-Luc Wauthier, réédition (coffret) Samsa / Académie royale de Langue et de Littérature françaises de Belgique, Bruxelles, 2015

### Essais
- L'Impromptu du Pont d'Oye : avec Pierre Nothomb, en collaboration avec Roger Bodart, Éditions de la Dryade, Vieux-Virton, 1965.
- Marcel Lecomte, poète surréaliste, présentation et choix de textes, collection « Poètes d'aujourd'hui », éditions Seghers, Paris, 1970.
- Tolstoï, collection « Classiques du XXe siècle », Éditions Universitaires, Paris, 1971. Réédition : Léon Tolstoï, avant-dire de Florence Richter, collection « Histoire littéraire », co-éd. Le Cri / Académie royale de Langue et de Littérature françaises de Belgique, Bruxelles, 2010.

### Théâtre
- Et Adam répondit Inédit ; création au Théâtre royal du Parc le 28 mars 1947, dans une mise en scène d'Oscar Lejeune[2].
- Le Combat n'est pas sur la mer, création au Théâtre royal du Parc, 1947 (adaptation radiophonique).
- Le Monde éclatera demain, édition Samsa, Bruxelles, 2023 Création au Théâtre royal du Parc le 16 mai 1952, dans une mise en scène de Marcel Raine[3].